# Habenaria elliptica
Habenaria elliptica là một loài thực vật có hoa trong họ Lan. Loài này được Wight mô tả khoa học đầu tiên năm 1851.